# Ismail al-Faruqi
Ismail al-Faruqi, de son nom complet Ismaʻīl Rājī al-Fārūqī (en arabe : إسماعيل راجي الفاروقي), est un professeur d'université spécialisé en histoire comparée des religions, de nationalité américaine et d'origine palestinienne, né le 1er janvier 1921 à Jaffa et mort le 27 mai 1986 à Philadelphie.

## Biographie
Ismail al-Faruqi est né le 1er janvier 1921 à Jaffa,,. Il est gouverneur de la région de Galilée de 1945 jusqu'en 1948. Après un passage par le Liban et l'université américaine de Beyrouth, il s'exile aux États-Unis où il obtient deux maîtrises de philosophie, puis un doctorat pour sa thèse « Justifier le bien : métaphysique et épistémologie de la valeur » en 1952. Il a alors un solide bagage en philosophie occidentale. Il passe ensuite quatre ans en Égypte, de 1954 à 1958, pour étudier l'islam à l'université Al-Azhar. De retour en Amérique, il enseigne l'histoire de christianisme et du judaïsme à l'université McGill à Montréal, où il rencontre Fazlur Rahman. En 1960 et 1961, al-Faruqi séjourne au Pakistan, où il organise un séminaire avec Rahman. Puis à l'Université de Syracuse entre 1964 et 1968, où il rencontre Louise Lamya (en) qui deviendra son épouse. Enfin à l'université Temple, à Philadelphie, au département de religion, dont le cursus impose l'étude de trois traditions religieuses différentes.
Il a co-fondé l'Association of Muslim Social Scientists (AMSS) en 1972 puis l'International Institute of Islamic Thought (en) (IIIT) en 1980, à Philadelphie.
Ismail al-Faruqi est mort assassiné, lui et sa femme Lois (née Louise), à leur domicile de Philadelphie, le 27 mai 1986,. Joseph Louis Young, qui a reconnu le meurtre, et a également blessé la fille du couple, a d'abord prétendu avoir agi pour des motifs religieux, avant de plaider la démence,.

## Pensée
Ses prises de position pro-palestiniennes lui ont valu des critiques et ont occulté ses recherches dans le domaine de la philosophie de la religion.
Al-Faruqi est un pionnier dans l'étude de l'histoire et de la phénoménologie des religions. Il est l'un des premiers penseurs musulmans à s'être engagé dans l'étude comparée des religions. Au lieu d'y voir un risque pour sa foi, il saisit au contraire une occasion de favoriser un « trialogue » entre les religions abrahamiques. Il est vice-président de l'Interreligious Peace Colloquium, qui a organisé une conférence islamo-judéo-chrétienne, de 1977 à 1982,.

### Islam et droits de l'homme
Al-Faruqi n'adhère pas à une vision fataliste. Il s'inscrit dans la tradition mu'tazilite pour considérer que l'homme, responsable de ses actes, est donc doué de libre arbitre : « Man, as Islam defines him, is not an object of salvation, but its subject. » Mais sa vision du Salut n'implique pas que l'homme soit une créature déchue. Il récuse l'idée de péché héréditaire.
Al-Faruqi s'est réjoui de la révolution islamique en Iran, qui constituait à ses yeux un espoir. Mais il a fermement condamné la prise d'otages à l'ambassade de Téhéran, contraire aux valeurs éthiques de l'islam : rendre responsables des individus des choix de leur gouvernement, c'est méconnaître le Coran - « Chacun n'assume que ce qui lui revient, et personne ne porte le fardeau d'un autre » (VI, 164).
Opposer l'islam et les droits de l'homme est pour lui un non-sens. L'islam promeut l'égalité et l'humanisme. La première des valeurs pour un musulman adulte, c'est le rationalisme.

### La da'wa: du militantisme au «trialogue»
Le musulman a le devoir de contribuer à la propagation de l'islam. Le terme qui désigne cette mission est celui de da’wah. Mais au lieu d'interpréter ce concept dans un sens prosélyte, al-Faruqi insiste sur la dimension non-coercitive de la da'wa. La foi repose sur un jugement - que Dieu est le Créateur. Or, un jugement contraint constitue une contradiction dans les termes. Le prophète Muhammad lui-même ne cherchait pas à forcer la conviction, car c'eût été absurde. La volonté d'imposer sa foi est contraire au principe « Pas de contrainte en religion » (Lâ ikrah fî al-dîn, Coran II, 256) et constitue même une faute. La méthode ne peut pas non plus consister à exercer une influence inconsciente sur l'esprit de celui que l'on cherche à convaincre : la foi authentique doit être celle d'un esprit lucide et présent à lui-même. La da'wa ne s'adresse pas aux non-musulmans seuls : la foi a besoin d'être actualisée, sinon elle dépérit et se sclérose en dogmatisme. L'islam est aux yeux d'al-Faruqi une religion essentiellement rationnelle, et sa diffusion ne peut donc reposer que sur l'argumentation rationnelle. Elle est selon lui la religion naturelle (din al-fitrah). Sa découverte est en réalité plutôt une forme de réminiscence, comparable à celle que décrit Platon. Al-Faruqi insiste sur la source commune des trois monothéismes. Il s'agit de retrouver, en chacune des religions abrahamiques, ce qu'elle a d'authentique sous les ajouts et les déformations. La da'wa consiste alors en un devoir de dialogue inter-religieux. « The Muslim comes to the non-Muslim and says “we are one ; we are one family under Allah, and Allah has given you the truth not only inside yourself but inside your religious tradition. » La dawa ainsi conçue est une coopération œcuménique, dans laquelle chacun s'informe de la religion de l'autre et de son histoire, pour la soumettre à l'analyse, mais aussi pour critiquer sa propre foi, qui est susceptible de degrés et de progression.

### De l'arabisme au tawhidisme
Sa pensée peut être qualifiée d'arabisme - mais un arabisme (Urubah) fondé sur la religion, et non sur des critères ethniques. Son ami Fazlur Rahman lui a reproché l'« arabo-centrisme » de son approche, qu'il a corrigée par la suite. On lui prête cette phrase : « Until a few months ago, I was a Palestinian, an Arab, and a Muslim. Now I am a Muslim who happens to be an Arab from Palestine. » La diversité des origines de ses étudiants à l'université a sans doute joué pour le convaincre de l'idée d'une communauté transnationale. C'est pourquoi al-Faruqi a évolué vers l'idée que l'identité arabe repose sur le monothéisme, dont le judaïsme, le christianisme et l'islam sont des moments, diverses étapes d'un même développement, et non des entités indépendantes. Pour al-Faruqi, l'essence de l'islam, c'est le tawhid, concept central du dogme musulman : l'unicité de Dieu, le monothéisme,. L'importance du concept de tawhid est de nature à favoriser le dialogue avec les juifs et les chrétiens. Il plaide pour une meilleure connaissance du monde pré-islamique, trop simplement considéré comme une période obscurantiste (jahiliyyah, ignorance) avec laquelle le surgissement de l'islam serait en rupture complète.

### L'islamisation du savoir
Al-Faruqi a développé le concept d'islamisation du savoir (en) : l'idée est de « désoccidentaliser » la science. Selon Faruqi, la science est imprégnée d'une vision occidentale. Fazlur Rahman, moins militant que Faruqi, a contesté ce concept d'islamisation du savoir, : on peut former des penseurs, dit-il, mais pas élaborer un programme qui permettrait de leur enseigner comment ils doivent penser. On peut critiquer Kant et la philosophie occidentale. Mais il faut faire de même pour les penseurs musulmans. Le concept d'islamisation du savoir a depuis été réduit à un slogan politique. Abdulkader Tayob juge que la vision  de l'islam comme « sceau des Révélations », c'est-à-dire comme la religion ultime, ne favorise pas un point de vue objectif. Il reproche en outre à Faruqi d'avoir islamisé la philosophie de Kant en lui faisant servir ses desseins.

## Œuvres
Traduit en français :
- Al-Tawhid : ses implications dans la pensée et la vie, Héritage Éditions, 2022

En anglais :
- Urubah and Religion: A Study of the Fundamental Ideas of Arabism and Islam at Its Highest Movement of Consciousness, 1961.
- Christian ethics : a historical and systematic analysis of its dominant ideas, 1967.
- Historical Atlas of the Religions of the World. Co-écrit avec David E. Sopher. 1975.
- Islam and the Problem of Israel, 1980.
- Trialogue of the Abrahamic Faiths, 1982.
- « Islam and Christianity: Diatribe or Dialogue? », publié dans Journal of Ecumenical Studies[8].
- Islamization of Knowledge: General Principles and Work Plan, 1982.
- The Cultural atlas of Islam, co-écrit avec son épouse, Lois Lamya al-Faruqi (en)[25].